# Suomen kielen etymologinen sanakirja
Suomen kielen etymologinen sanakirja (pol. Słownik etymologiczny języka fińskiego) – słownik etymologiczny języka fińskiego. Liczy 2293 strony w 7 tomach (6 części i indeks).
Idea słownika etymologicznego języka fińskiego zrodziła się 1930, gdy z inicjatywy fińskiego lingwisty Emila Nestora Setälä utworzono instytut Suomen suvun, który miał zając się stworzeniem słownika etymologicznego. Do współpracy został zaproszony Yrjö Toivonen. Kontynuował swoją pracę w instytucie w latach 1933–1953, podczas której powstało dzieło „Etymologinen arkisto" (pol. archiwum etymologiczne), podające pochodzenie słownictwa fińskiego.
W 1955 opublikowano pierwszy tom (aaja-knaappu) autorstwa Yrjö Toivonen, Yrjö rozpoczął prace nad kolejnym tomem (ko–palvoa), ale do jego śmierci w 1956 roku kolejna część była gotowa tylko do litery n. Po śmierci Yrjö prace nad słownikiem zostały przerwane. Tom drugi i trzeci dokończył Erkki Itkonen do 1958, a prace zostały zawieszone do 1975 roku. Cały słownik ukończyli dopiero Erkki Itkonen i Aulis Joki. Reino Peltola współtworzył tomy 5 i 6. Tom 7 (indeks) został stworzony przez Satu Tanner i Maritę Cronstedt.